# Ligne de tramway 458
La ligne 458, d'après son numéro de tableau horaire, est une ancienne ligne de tramway vicinal de la Société nationale des chemins de fer vicinaux (SNCV) qui reliait Poulseur à Trooz entre 1887 et 1944.

## Histoire
La ligne est mise en service en 1887 et fermée en 1944.

## Infrastructure

### Dépôts et stations
Nom : (gare) : quand le dépôt ou la station est accolé ou proche d'une gare.
Type : D : dépôt , S : station , Sf : si la station sert de gare douanière à la frontière , Sp : si la station est établie dans un bâtiment privé le plus souvent un café ou plus rarement une habitation privée.
| Illustration | Nom             | Type | Commune         | Localisation                | État                             | Remarques |
| ------------ | --------------- | ---- | --------------- | --------------------------- | -------------------------------- | --------- |
|              | Gomzé-Andoumont | G    | Gomzé-Andoumont | 50° 32′ 39″ N, 5° 41′ 28″ E | Hors service.                    |           |
|              | Poulseur (gare) | D    | Poulseur        | 50° 30′ 37″ N, 5° 34′ 48″ E | Hors service.                    |           |
|              | Sprimont        | S    | Sprimont        | 50° 30′ 26″ N, 5° 39′ 39″ E | Détruit.                         |           |
|              | Trooz (gare)    | D    | Trooz           | 50° 34′ 31″ N, 5° 41′ 05″ E | En partie détruit, hors service. |           |

### Ouvrages d’art notables
| Illustration | Type   | Commune | Localisation                | État      | Remarques |
| ------------ | ------ | ------- | --------------------------- | --------- | --------- |
|              | tunnel | Trooz   | 50° 34′ 09″ N, 5° 41′ 25″ E | Existant. |           |

## Exploitation

### Horaires
Tableaux horaires :
- 1931 : 458.